# Luke Paul Matlatarea
Luke Paul Matlatarea MSC (* 15. Dezember 1938 in Malmal, Britisch-Neuguinea; † 28. März 1998) war ein papua-neuguineischer römisch-katholischer Ordensgeistlicher und Bischof von Bereina.

## Leben
Luke Paul Matlatarea trat der Ordensgemeinschaft der Herz-Jesu-Missionare bei und empfing am 10. Januar 1971 das Sakrament der Priesterweihe. Später wirkte er als Pfarrer in Takapur.
Am 21. Juni 1988 ernannte ihn Papst Johannes Paul II. zum Bischof von Bereina. Der Erzbischof von Rabaul, Albert-Leo Bundervoet MSC, spendete ihm am 21. September desselben Jahres in der Kathedrale Our Lady of the Sacred Heart in Bereina die Bischofsweihe; Mitkonsekratoren waren der Erzbischof von Madang, Benedict ToVarpin, und der Erzbischof von Port Moresby, Peter Kurongku.